# Musée des Beaux-Arts de Nakanoshima
Le Musée des Beaux-Arts de Nakanoshima (大阪中之島美術館) est un musée situé sur l’Île de Nakanoshima à Osaka, au Japon.

## Histoire
Le musée est inauguré le 2 février 2022. Son projet remonte à 1983. De 2004 à 2012, une espace temporaire d'exposition a été ouvert dans le quartier de Shinsaibashi.

## Architecture
L'architecte du musée est Katsuhiko Endo. Le thème principal du bâtiment est "le passage". Sa couleur extérieure est presque uniformément noire. Le musée a une apparence simple de boîte; il s’élève sur cinq niveaux.

## Collections
Le musée possède 5.700 objets liés à Osaka et datant de la seconde moitié du 19e siècle au 21e siècle, par exemple des œuvres de Yuzō Saeki et du groupe Gutai. En outre, la collection de 18.000 affiches de la société Suntory a été confiée en dépôt au musée.
Le musée possède aussi les archives de Gutai, ainsi que des magazines et autre matériel utiles pour l'histoire de l'art moderne  au Japon.
Les collections comprennent également des œuvres de l'art occidental. Les pièces maîtresses sont Les Forces d'une rue d'Umberto Boccioni (1911), Nature morte évangélique de Giorgio De Chirico (1916), Nu couché aux cheveux dénoués d'Amedeo Modigliani (1917), Les Princesses de Marie Laurencin (1928), Le Spectre et le Fantôme de Salvador Dalí (vers 1934), Le Nez d'Alberto Giacometti (1947), Le Bouquet tout fait de René Magritte (1957) ou encore Untitled de Jean-Michel Basquiat (1984).

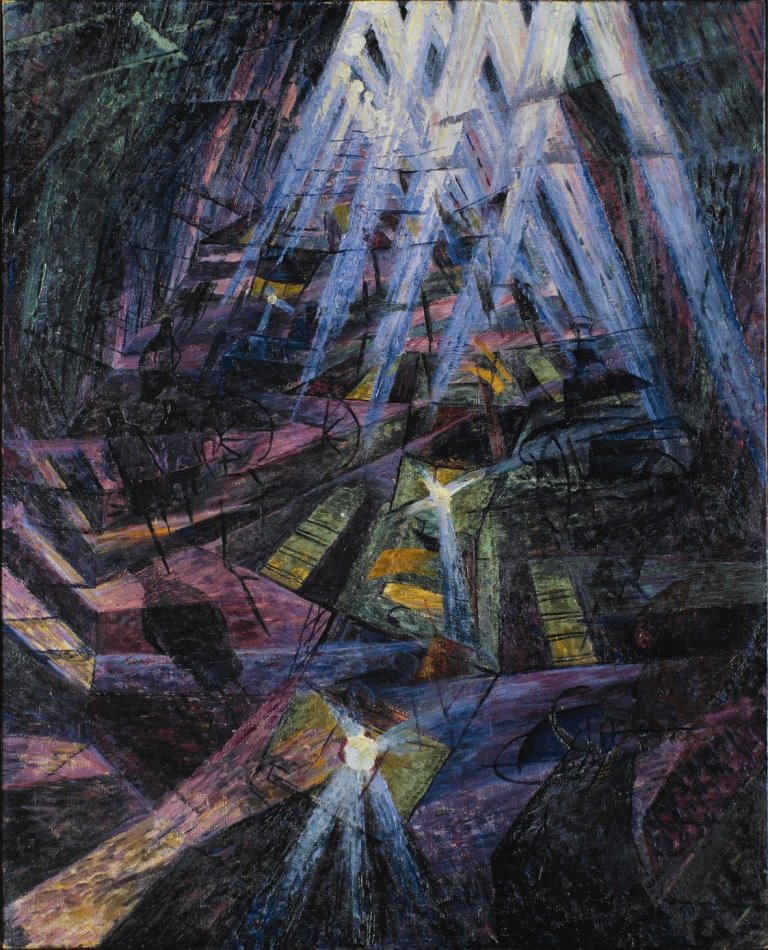
Umberto Boccioni, Les Forces d'une rue,  1911.
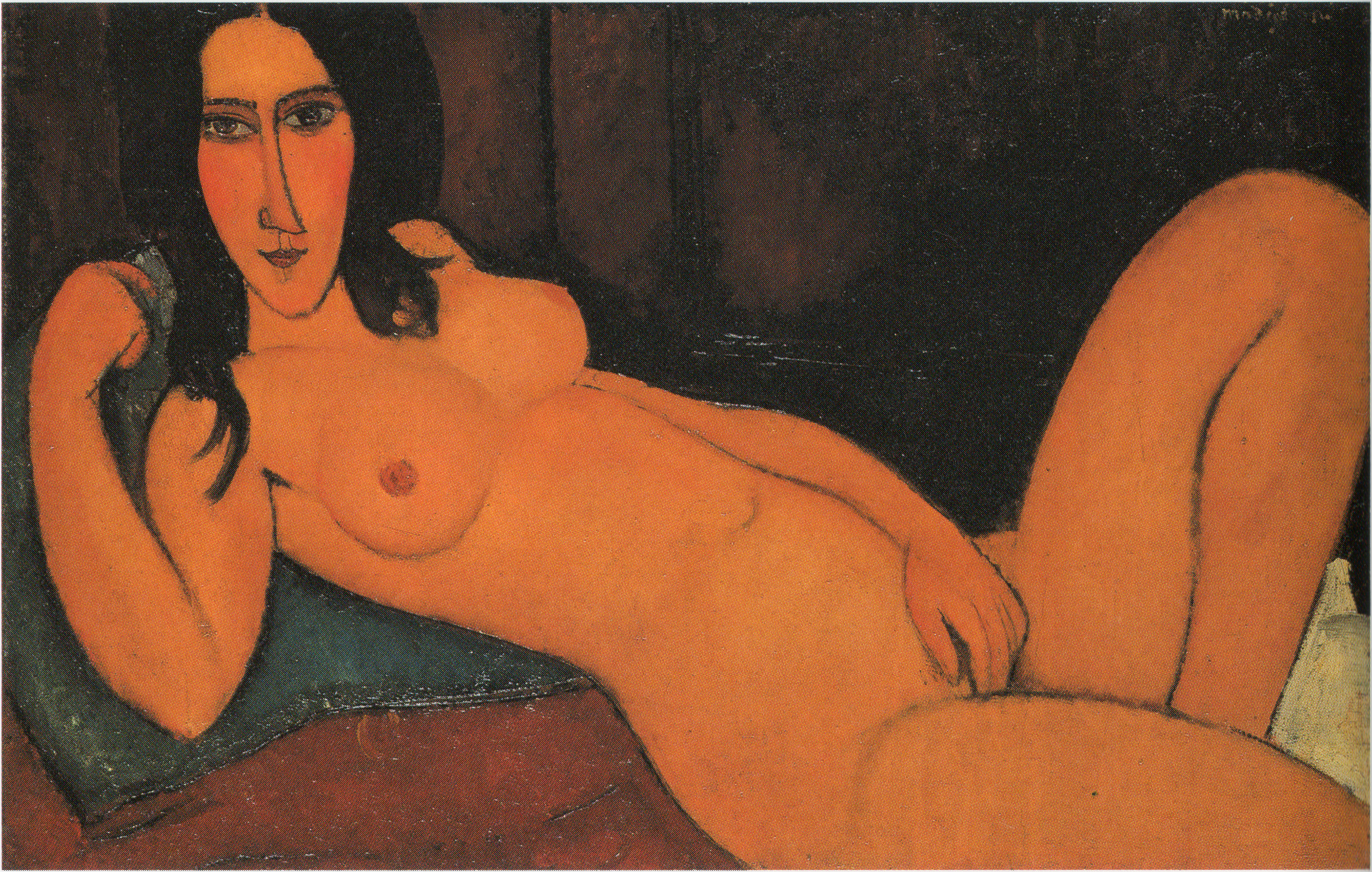
Amedeo Modigliani, Nu couché aux cheveux dénoués, 1917.